# Nicole Becker
Nicole o Nicki Becker (Buenos Aires, 4 de enero de 2001) es una activista juvenil por la justicia climática argentina. Es una de las fundadoras de Jóvenes por el Clima Argentina.Es reconocida por su trabajo comunicando y movilizando acciones alrededor del cambio climático.Es columnista en diversos programas radiales y en prensa escrita.

## Biografía
Comenzó su activismo juvenil cuando todavía estaba en la escuela secundaria.Greta Thunberg fue una de sus inspiraciones, y a partir de allí colaboró con la creación de Jóvenes por el Clima Argentina. A partir de allí, se contactó con el movimiento Fridays for Future. 
Dentro de Fridays for Future participó MAPA (por sus siglas en inglés Most Affected People and Areas),y  colaboró en acciones a nivel internacional.
Ha expuesto en varias oportunidades en el Congreso de la Nación para promover la aprobación de leyes vinculadas al cambio climático.Condujo además su propio programa radial, Permitido pisar el pasto, en la radio Futurock. Es embajadora en Argentina de la juventud por UNICEF y fue representante en Argentina de la campaña de UNICEF #UnaSolaGeneración.
De 2019 a 2023 fue becada para asistir a la Conferencia de las Naciones Unidas sobre el Cambio Climático en representación de la juventud argentina. En marzo de 2020 la Cámara de Diputados le entregó una distinción especial como referente de las nuevas generaciones.
Fue además reconocida por diversas organizaciones, como la CEPAL, la alianza Sanidad y Agua para Todos,y el diario argentino Infobae por su rol en promover la causa climática. 
Estudia Derecho en la Universidad de Buenos Aires.